# 北京市通州区卫生健康委
39°54′22″N 116°39′35″E / 39.9061°N 116.65965°E
北京市通州区卫生健康委是北京市通州区人民政府的一个部门。

## 领导
2021年2月，本机构的领导为：
- 白玉光：现任中共北京市通州区委卫生健康工作委员会书记、北京市通州区卫生健康委员会主任。工作分工：负责区卫生健康委全面工作，负责规划、审计方面工作
- 刘亚兰：现任中共北京市通州区委卫生健康工作委员会副书记。工作分工：主要负责系统党务、人事、群团、安全维稳、机关政务和信息宣传等方面工作。分管党政办公室、组织人事科、群团办公室
- 李凤苹：现任中共北京市通州区委卫生健康工作委员会委员、北京市通州区卫生健康委员会副主任。工作分工：主要负责系统各类工程建设工作。分管基建科
- 陈长春：现任中共北京市通州区委卫生健康工作委员会委员、北京市通州区卫生健康委员会副主任。工作分工：主要负责公共卫生、应急保障、爱国卫生、健康促进工作。分管公共卫生科、爱国卫生运动推进科
- 谭丽：现任中共北京市通州区委卫生健康工作委员会委员、北京市通州区卫生健康委员会副主任。工作分工：主要负责计划生育和人口老龄健康工作。 分管计划生育办公室和人口与老龄健康科
- 李文龙：现任中共北京市通州区委卫生健康工作委员会委员、北京市通州区卫生健康委员会副主任。工作分工：协助主任负责审计方面工作，主要负责财务管理、接诉即办、基层卫生和药械管理等方面工作。分管计划财务科、接诉即办办公室、基层卫生健康科
- 徐娜：现任中共北京市通州区委卫生健康工作委员会委员、北京市通州区卫生健康委员会副主任。工作分工：协助主任负责规划方面工作，主要负责医政管理、医疗改革、院前急救、社会办医、科技教育等方面工作。 分管医政医管科、中医科（科技教育科）

## 机构设置
2021年2月，本机构下设：
- 北京市通州区中仓街道社区卫生服务中心
- 北京市通州区玉桥街道社区卫生服务中心
- 北京市通州区新华街道社区卫生服务中心
- 北京市通州区北苑街道社区卫生服务中心
- 北京市通州区永顺镇永顺社区卫生服务中心
- 北京市通州区农村改水领导小组办公室
- 北京市通州区中心血站
- 北京市通州区卫生健康监督所
- 北京市通州区疾病预防控制中心
- 北京市通州区妇幼保健院
- 北京中医药大学东直门医院通州院区
- 北京市通州区新华医院
- 北京市通州区120紧急救援中心
- 首都医科大学附属北京潞河医院
- 北京市通州区梨园社区卫生服务中心
- 北京市通州区永乐店社区卫生服务中心
- 北京市通州区西集社区卫生服务中心
- 北京市通州区牛堡屯社区卫生服务中心
- 北京市通州区宋庄社区卫生服务中心
- 北京市通州区觅子店社区卫生服务中心
- 北京市通州区中西医结合医院
- 北京市通州区第二医院
- 北京市通州区台湖社区卫生服务中心
- 北京市通州区于家务社区卫生服务中心
- 北京市通州区郎府社区卫生服务中心
- 北京市通州区大杜社社区卫生服务中心
- 北京市通州区甘棠社区卫生服务中心
- 北京市通州区张家湾社区卫生服务中心
- 北京市通州区徐辛庄社区卫生服务中心
- 北京市通州区次渠社区卫生服务中心
- 北京市通州区漷县社区卫生服务中心
- 北京市通州区潞城社区卫生服务中心
- 财务审计科
- 人口与老龄健康科
- 爱国卫生运动推进科
- 中医科（科技教育科）
- 基层卫生健康科（药械科）
- 医政医管科（行政审批科）
- 组织人事科
- 党政办公室
- 公共卫生科